# Sport à Relizane
Le Sport à Relizane  accueille de nombreuses activités et manifestations sportives, représentées par des clubs et équipes sportives, individuelles ou collectives, affiliées aux fédérations sportives algériennes. Les sports sont pratiqués dans les stades et salles de sport qui leur sont réservés.

## Clubs sportifs

### Football
|           | Clubs                                | Coupe d'Algérie | Championnat d Algérie          | La Coupe de la Confédération Africaine |
| --------- | ------------------------------------ | --------------- | ------------------------------ | -------------------------------------- |
| 01        | Rapid Club Relizane                  | /               | en 1989                        | Premièr tour 1990                      |
| 02        | Jeunesse Sportive Musulmane Relizane | /               | /                              | /                                      |
| 03        | Widad Athlétique Relizane            | /               | /                              | /                                      |
| 04        | Afak Relizane                        | - 6 - 4         | - 11                           | /                                      |
| 05        | Olympique Relizane                   | /               | /                              | /                                      |
| Arbitrage |                                      |                 |                                |                                        |
|           | Arbitre                              | Catégorie       | Compétition                    | Compétition                            |
| 01        | Djamel Haimoudi                      | International   | Demi final coupe de monde 2014 | Demi final coupe de monde 2014         |
| 02        | Mazari Kerai                         | International   | Coupe du monde U20 ans 2007    | Coupe du monde U20 ans 2007            |
| 03        | Sghir Ahmed                          | International   | /                              | /                                      |

### Handball
- JSMR[5]

### Basketball
- Olympique Relizane

### Judo
| Club        | Judokate     | Championnats d'Afrique de judo |
| ----------- | ------------ | ------------------------------ |
| IRBRelizane | Douba Fatiha | En 1990                        |
| IRBRelizane | Douba Fatiha | En 1992                        |

### Boxe
| Club        | Boxeur        | Prix               | Compétition                   |
| ----------- | ------------- | ------------------ | ----------------------------- |
| IRBRelizane | Said Ounes    | Médaille de bronze | Jeux africains de 1978        |
| IRBRelizane | Hadj Belkheir | Premier tour       | Jeux olympiques d'été de 2004 |

### Équipements
1. Stade Zouguari Tahar

1. Piscine olympique Relizane
2. Centre équestre "Ahmed Ben Bella"[8]
3. Palais des Sports Nedjema Benaouda[9]
4. Complexe sportif Dallas
5. Salle multisports Mohamed Bahloul
6. Salle multisports de La sas
7. Salle multisports Mohamed Khamisti
8. 2 cours de tennis